# 吴醒汉

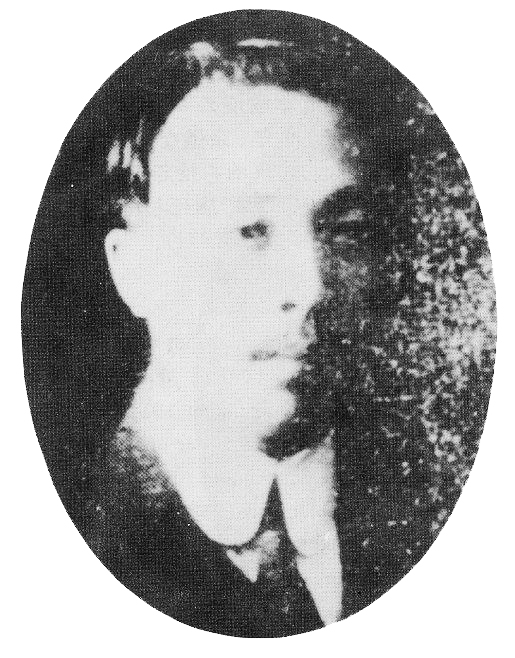

吴醒汉（1883年—1938年）又名基培，字厚斋。湖北黄陂人。中国民主革命家。

## 生平
吴醒汉早年入湖北陆军第八镇三十标一营当正兵。后来先后入湖北陆军特别小学堂、将校讲习所参谋班。毕业后，任本营排长。1906年，加入中国同盟会和共进会。先后参与创建将校研究团、振武学社，策动新军。
1911年武昌起义爆发，吴醒汉任第一路指挥官，参与攻打湖广总督署。湖北军政府成立后，任谋略处谋略（后改参谋处参谋）。在武汉保卫战中，任汉口刘家庙前敌指挥官。汉口失守之后，任战时总司令部作战主任参谋。
1912年，中国同盟会改组为国民党，吴醒汉任国民党党部评议。1913年“二次革命”时，吴醒汉与蔡济民组织改进团，倒黎元洪、反袁世凯，以响应湖口起义。失败后，吴醒汉赴日本，加入中华革命党。1915年归国，企图再度举兵，但却再度失败，回日本。1916年，任黎元洪总统府顾问。1917年，与蔡济民赴湖北，策动荆襄独立。1920年，参加驱逐王占元，失败后赴广东。1923年2月8日，获北京政府授将军府将军。后来，吴醒汉策应北伐。
1938年，吴醒汉病逝。